# Sivert Ahxner
Sivert Ahxner, född 12 juni 1956 i Hardemo i Örebro län, är en före detta svensk friidrottare (löpning) som sprungit hem flera SM-medaljer och deltagit i två landskamper. 

## Biografi
Som fjortonåring vann Sivert Ahxner Ungdoms-SM inomhus i Göteborg på 1000 meter. Efter vinsten satsade Ahxner på friidrotten och slutade med andra sporter. Ahxner har under flera år varit bäst i Sverige för sin åldersklass på medeldistanssträckorna.
1974 flyttade Ahxner till Linköping och blev där Sveriges bästa 18-åring på 1500 meter (3.47,8). Ahxner flyttade sedan till Mölndal och började tävla för Mölndals IK. I stafett 4x1500 meter tog Ahxner SM-brons tre gånger. Klubben vann år 1977, lagguldet i 4 km terränglöpning och Sivert Ahxner var då bäst i laget. 1977 sprang också Ahxner 5000 meter i två landskamper, i Tyskland och i Stockholms stadion. 1978 slog Ahxner Gunder Häggs tider på alla tre distanser och med det blev Sivert Ahxner den femte att komma in i "Hägg-klubben". Några andra utöver Ahxner som slagit Häggs tider är Mats Erixon, Johnny Danielsson och Dan Glans. 1981 och 1982 sprang Ahxner hem guldet i Sylvesterloppet i Göteborg som genomförs sedan 1981. 1988 avslutade Ahxner karriären.
1990 var Sivert Ahxner med om en svår bilolycka och har sedan dess inte kunnat utöva friidrott.

## Bästa prestationerna
- SM-brons i 4 km terräng (1977).
- Två landskamper, där Ahxner var på sjätte plats på 5000 meter i fyrlandskamp och sjätteplats i en trelandskamp (1977).
- Slog Gunder Häggs världsrekord.[1]